# 圣埃斯特旺
圣埃斯特旺（葡萄牙語：Santo Estêvão）是巴西巴伊亚州的一个市镇。总面积365.141平方公里，总人口44163人，人口密度120.9人/平方公里。